# Vilivalla
Vilivalla är en by (estniska: küla) i Lääne-Harju kommun i landskapet Harjumaa i nordvästra Estland. Byn hade 47 invånare år 2011. Vilivalla tillhörde Padis kommun 1992–2017.
Vilivalla ligger 50 km sydväst om huvudstaden Tallinn och 13 km sydväst om centralorten Paldiski. Vilivalla angränsar till byarna Vippal (estniska: Vihterpalu) i väst, Päts (Pedase) i norr, Harju-Risti i öster och Hatu i söder.
Vilivalla ligger i en trakt som tidigare beboddes av estlandssvenskar. Nästan alla estlandssvenskar flydde till Sverige i samband med andra världskriget. Inom dagens bygränser för Vilivalla ligger även den tidigare estlandssvenska byn Domers (estniska: Tumermaa). 